# Shikishima (1898)
Shikishima (jap. 敷島 Shikishima) – okręt liniowy, przeddrednot, zbudowany dla japońskiej marynarki cesarskiej pod koniec XIX wieku w Wielkiej Brytanii. Uczestniczył w wojnie rosyjsko-japońskiej (w latach 1904–1905), biorąc udział między innymi w atakach na Port Artur w lutym i marcu 1904 roku oraz w bitwach na Morzu Żółtym i pod Cuszimą. W 1921 roku przeklasyfikowany został na pancernik obrony wybrzeża, przez resztę zaś aktywnej służby pełnił rolę okrętu szkolnego. W 1923 roku przekształcony został w hulk i ostatecznie złomowany w 1948 roku.

## Projekt i opis techniczny
Doświadczenia zdobyte podczas pierwszej wojny chińsko-japońskiej przekonały dowództwo marynarki japońskiej o konieczności budowy ciężkich jednostek pancernych, w związku z czym zamówiono w Wielkiej Brytanii sześć okrętów liniowych. Stanowiły one część dziesięcioletniego programu rozwoju marynarki.

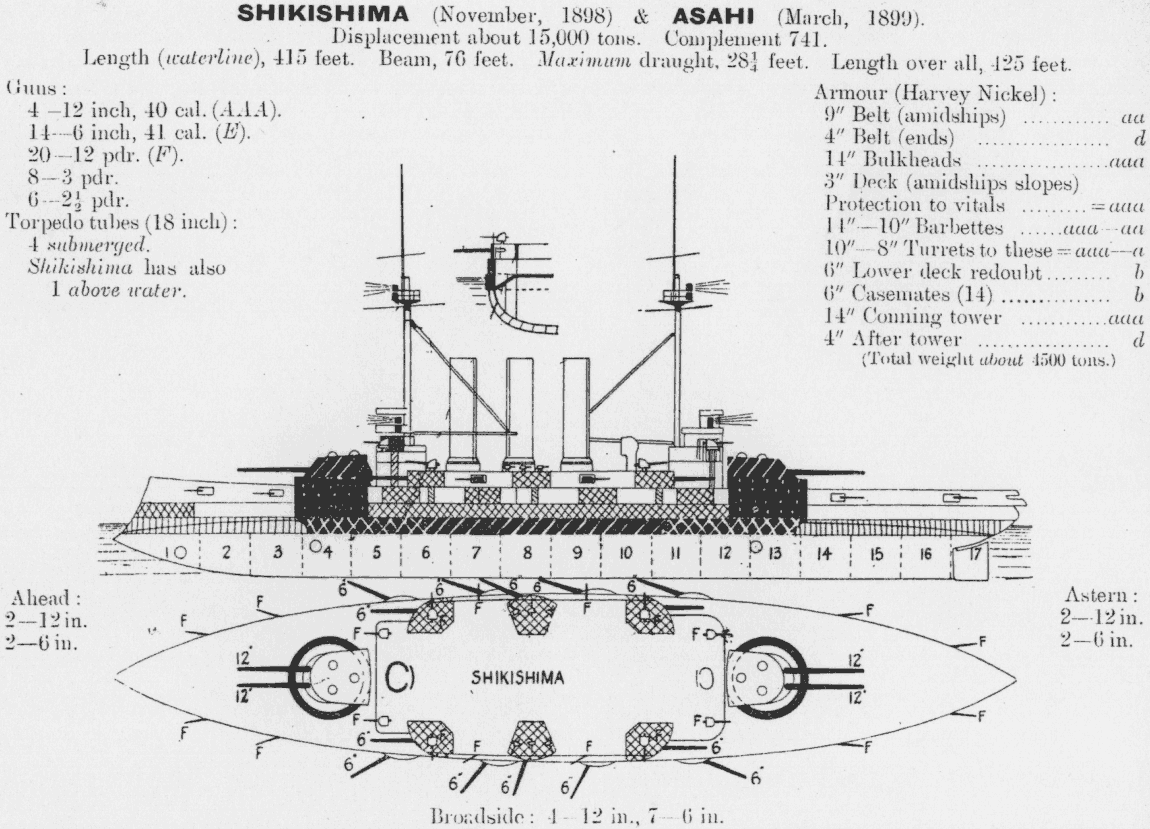
Rzut z lewej burty i plan pokładu z Jane's Fighting Ships 1906

Plany jednostek typu Shikishima oparto na zmodyfikowanym i poprawionym projekcie brytyjskich pancerników typu Majestic. Miały identyczne uzbrojenie i podobnie rozwiązane siłownie jak typ Fuji, dzięki czemu mogły operować razem jako jednolita grupa. Pełna długość pancernika „Shikishima” wynosiła 133,59  m (438 stóp) (na linii wodnej – 125 m, 415 stóp), szerokość 23,01 m (75,5 stóp), a zanurzenie standardowe 8,3 m. Wyporność standardowa wynosiła 15 090 ton (14 850 długich ton), a 15 701 ton (15 453 długich ton) przy pełnym ładunku. Kadłub posiadał dno podwójne i podzielony był na 261 przedziałów wodoszczelnych. Załoga liczyła 741 oficerów i marynarzy.
Od swojego bliźniaka „Hatsuse” okręt różnił się wyższymi masztami i dziobową wyrzutnią torpedową.

### Napęd
Pancernik napędzały dwie pionowe maszyny parowe potrójnego rozprężania firmy Humphrys, Tennant and Co; każda z nich obracała jedną śrubę. Parę dostarczało 25 kotłów parowych typu Belleville. Maszyny miały moc nominalną 14 500 KM (10 800 kW) przy ciągu wymuszonym, co miało pozwolić osiągnąć prędkość maksymalną 18 węzłów (33 km/h). Podczas prób morskich „Shikishima” okazała się szybsza, osiągając 19,027 węzła (35,238 km/h), przy mocy 14 667 KM (10 937 kW); średnia podczas ośmiogodzinnej próby wyniosła 18,78 w. Standardowy zapas węgla wynosił 700 ton, a całkowity – 1400 ton, co dawało maksymalny zasięg 5000 mil morskich (9300 km) przy prędkości 10 węzłów (19 km/h).

### Uzbrojenie
Głównym uzbrojeniem pancernika były cztery dwunastocalowe (305 mm) armaty typ 41, o długości lufy 40 kalibrów (L/40), produkcji Elswick Ordnance Company, zamontowane parami w dwóch barbetach na dziobie i rufie, nakrytych pancernymi kołpakami (co tworzyło rodzaj wież pancernych). Łoża armat i podnośniki amunicyjne napędzane były hydraulicznie, a awaryjnie – elektrycznie lub ręcznie. Armaty wystrzeliwały ważące 386 kg (850 lb) pociski z prędkością wylotową 730 m/s. Artylerię średniego kalibru stanowiło 14 dział kal. 152 mm (6 cali) typ 41 o długości lufy 40 kalibrów, osiem na pokładzie głównym, sześć w nadbudówce, wszystkie w kazamatach. Wystrzeliwały one ważące 45 kg (100 lb) pociski z prędkością wylotową 700 m/s.
Do obrony przeciw torpedowcom przewidziano dwadzieścia dział 12-funtowych (76 mm, QF 12 pounder 12 cwt), sześć dział 3-funtowych kal. 47 mm i sześć dział 2,5-funtowych Hotchkissa, również kal. 47 mm). Dwunastofuntówki wystrzeliwały trzycalowe, ważące 5,7 kg (12,5 funta) pociski z prędkością wylotową 719 m/s (2359 ft/s). Uzbrojenia dopełniały cztery podwodne wyrzutnie torpedowe kalibru 450 mm (18 cali), po dwie na każdej burcie i jedna nawodna, w dziobie okrętu. Japończycy uznali, że korzyści z posiadania dziobowej wyrzutni są ograniczone i zażądali jej likwidacji w projektach nowych pancerników, stąd „Shikishima” była ostatnim liniowcem z taką wyrzutnią.

### Opancerzenie
Wykonany ze stali Harveya główny pas pancerny pancernika Shikishima na wysokości linii wodnej miał 2,4 m wysokości; maksymalna grubość wynosiła 229 mm na śródokręciu, zmniejszając się do 102 mm na końcach. Górny pas burtowy miał 152 mm. Barbety opancerzone były płytami o grubości 356 mm (14 cali), zmniejszającymi się w dole do 254 mm. Pancerz kołpaków barbet miał największą grubość 254 mm, a dach – 76 mm. Skośne grodzie (grubość od 305–356 mm do 152 mm) łączyły barbety z pancerzem burtowym. Kazamaty artylerii średniej także miały grubość 152 mm. Pokład pancerny był z 64 mm płyty w części poziomej, a 102 mm – w skośnej. Główna wieża dowodzenia chroniona była 356 mm pancerzem, tylna – 76 mm.

## Służba

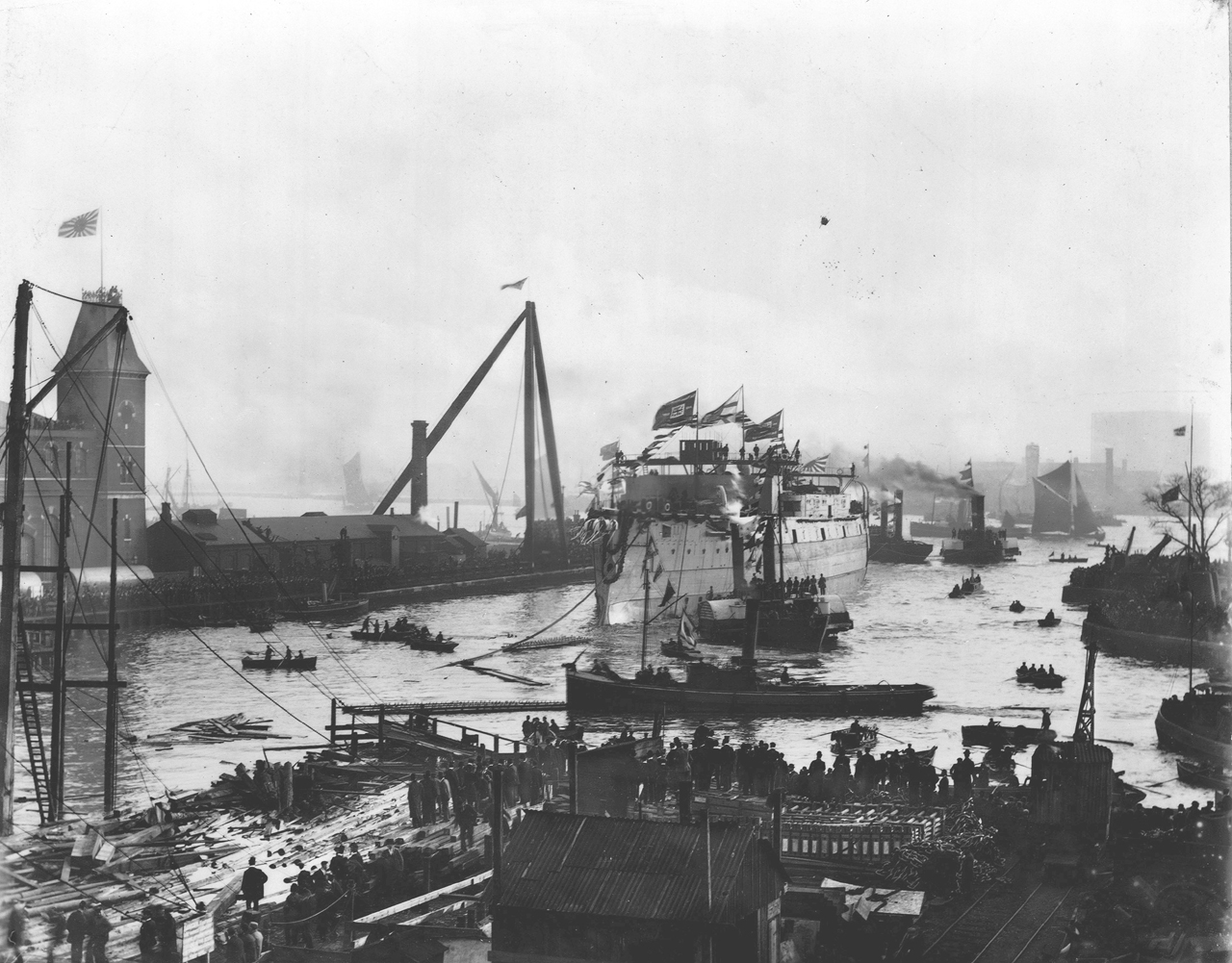
Wodowanie pancernika

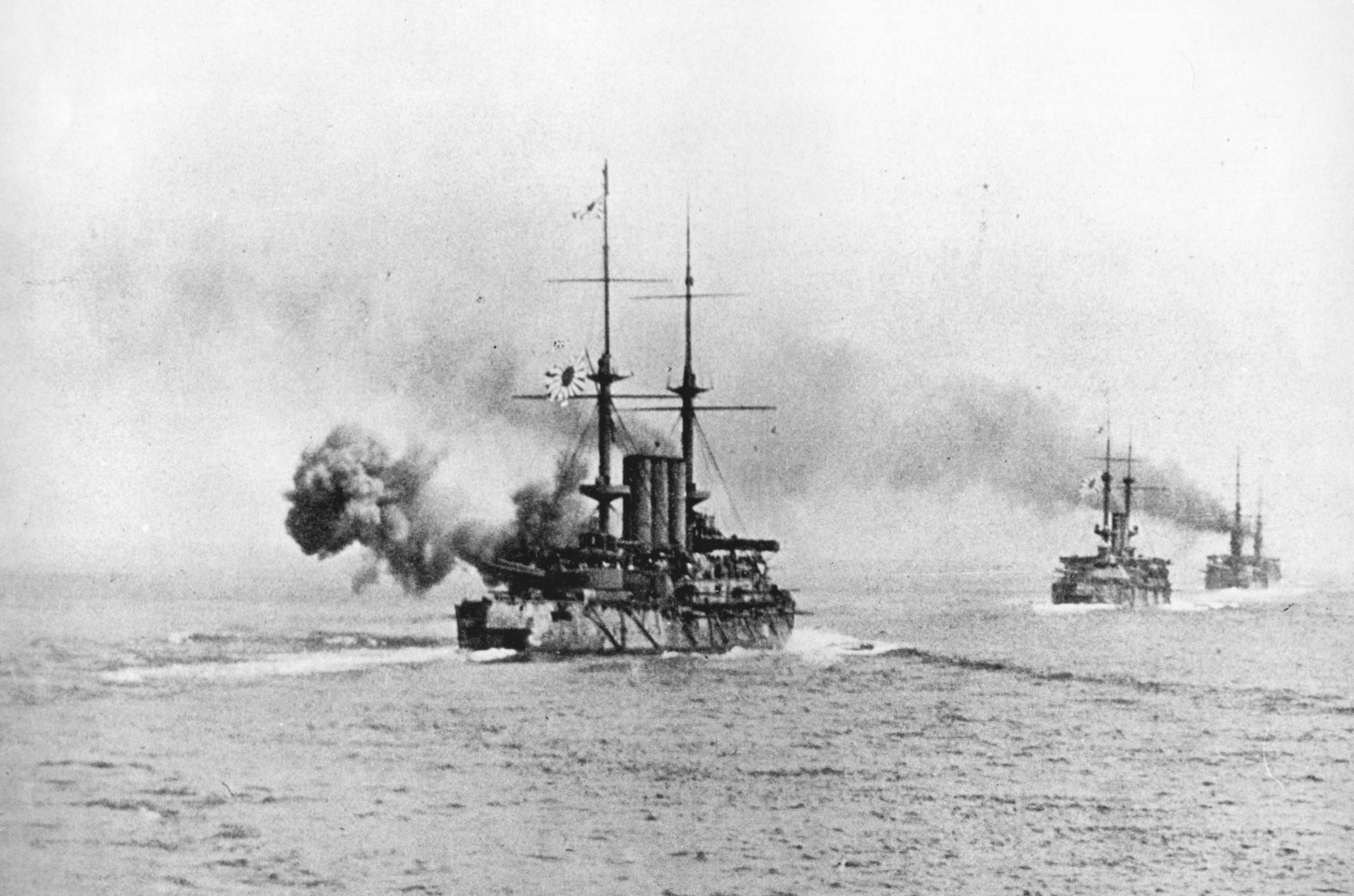
„Shikishima” ostrzeliwująca okręty rosyjskie w bitwie na Morzu Żółtym

Stępkę pod okręt położono w stoczni Thames Iron Works w Leamouth (Londyn) 29 marca 1897 r. Wodowanie odbyło się 1 listopada 1898 r., a jednostkę ukończono 26 stycznia 1900 roku. Dzień po ukończeniu okręt wyruszył do Japonii. Nazwa okrętu pochodziła od dawnej, poetyckiej nazwy Japonii. Po przybyciu uczestniczył w przeglądzie floty i był wizytowany przez cesarza Mutsuhito.
W lipcu i sierpniu 1901 r. pancernik służył jako okręt flagowy wiceadmirała Heihachirō Tōgō podczas rejsu treningowego eskadry pancerników u wybrzeży Chin i Korei. Tajfun, który uderzył w Japonię pod koniec września 1902 r., zniósł pancernik na brzeg przy wejściu do portu w Jokohamie. Okręt, który nie odniósł większych uszkodzeń, ściągnięto z mielizny kilka dni później.
Na początku wojny rosyjsko-japońskiej, „Shikishima”, wraz z bliźniaczym „Hatsuse”, znajdowała się w składzie 1. Eskadry Pancerników 1. Floty. 9 lutego 1904 roku wiceadmirał Tōgō poprowadził 1. Flotę do ataku na rosyjskie okręty Floty Oceanu Spokojnego, zakotwiczone na redzie Port Artur. Tōgō zdecydował się skierować główne uderzenie na twierdzę, dlatego artyleria główna okrętów japońskich ostrzeliwała forty, a przeciw okrętom rosyjskim zostały skierowane działa artylerii średniej. Choć obie strony osiągnęły wiele trafień, japońskie pociski kal. 203 i 152 mm nie wyrządziły wielkich szkód jednostkom rosyjskim (które straciły 17 ludzi), podczas gdy Japończycy mieli 60 rannych i zabitych, zanim Tōgō zdecydował się na odwrót. „Shikishima” otrzymała tylko jedno trafienie pociskiem 152 mm, tracąc 17 rannych.
„Shikishima” uczestniczyła w starciu 13 kwietnia, gdy Tōgō udało się wywabić z portu dwa pancerniki Eskadry Pacyfiku. Rosjanie, dostrzegłszy pięć japońskich okrętów liniowych, zawrócili do portu, lecz ich okręt flagowy „Pietropawłowsk” wpadł na minę, postawioną poprzedniej nocy przez okręty japońskie. Pancernik zatonął w dwie minuty po eksplozji komór amunicyjnych. Sukces zachęcił Tōgō do kontynuacji bombardowań z dużego dystansu, na co Rosjanie odpowiedzieli kładąc nowe pola minowe.
14 maja 1904 r. pancerniki: „Hatsuse” (okręt flagowy), „Shikishima”, „Yashima”, krążownik pancernopokładowy „Kasagi” i okręt kurierski „Tatsuta” wyszły na morze, by zastąpić eskadrę blokującą rosyjską bazę. Następnego ranka dywizjon wpadł na rosyjskie pole minowe. „Hatsuse” i „Yashima” wpadły na dwie miny każdy i ostatecznie zatonęły z dużymi stratami w ludziach. „Shikishima” nie odniosła tego dnia uszkodzeń.
Podczas bitwy na Morzu Żółtym w sierpniu 1904 r. był okrętem flagowym kontradmirała Nashiby. Okręt nie został trafiony, ale w lufie jednego z dział 12-calowych eksplodował przedwcześnie pocisk, wyłączając armatę z akcji. W maju następnego roku, w bitwie w cieśninie cuszimskiej, okręt został trafiony dziewięciokrotnie: jednym pociskiem kal. 305 mm, jednym – 254 mm, trzema – 152 mm i czterema 75 mm. Najgroźniejsze z nich przebiło pancerz poniżej stanowiska działa 152 mm, zabijając całą jego obsadę. Na domiar złego, podobnie jak w poprzedniej bitwie, pocisk wybuchł w lufie jednego z przednich dział, kompletnie je niszcząc. Pancernik stracił łącznie 13 zabitych i 22 rannych. Podczas bitwy odegrał m.in. główną rolę w zatopieniu pancernika „Oslabia”.
Po wojnie „Shikishima” ponownie służyła przez krótki czas jako okręt flagowy Tōgō, po tym jak wewnętrzna eksplozja zniszczyła „Mikasę”, i na jej pokładzie admirał uczestniczył w wielkiej paradzie zwycięstwa 21 października 1905 roku w Yokohamie (wkrótce potem przeniósł flagę na „Asahi”).
„Shikishima” została przeklasyfikowana jako pancernik obrony wybrzeża I klasy 1 września 1921 r. i była wykorzystywana jako jednostka treningowa dla załóg okrętów podwodnych; jako okręt szkolny służyła po rozbrojeniu w 1922 r. i po przeklasyfikowaniu (1 kwietnia 1923 r.) na transportowiec i okręt blokadowy (skreślona z listy floty). Japonia zatrzymała nieuzbrojony okręt jako niebojowy na mocy postanowień traktatu waszyngtońskiego (podobnie jak „Asahi”). Po rozbrojeniu, wyporność zmniejszyła się do 11 275 ton, a zanurzenie do 6,6 m. Jako hulk służyła jako okręt szkolny aż do złomowania w 1948 r.